# Dhū l-Qarnain

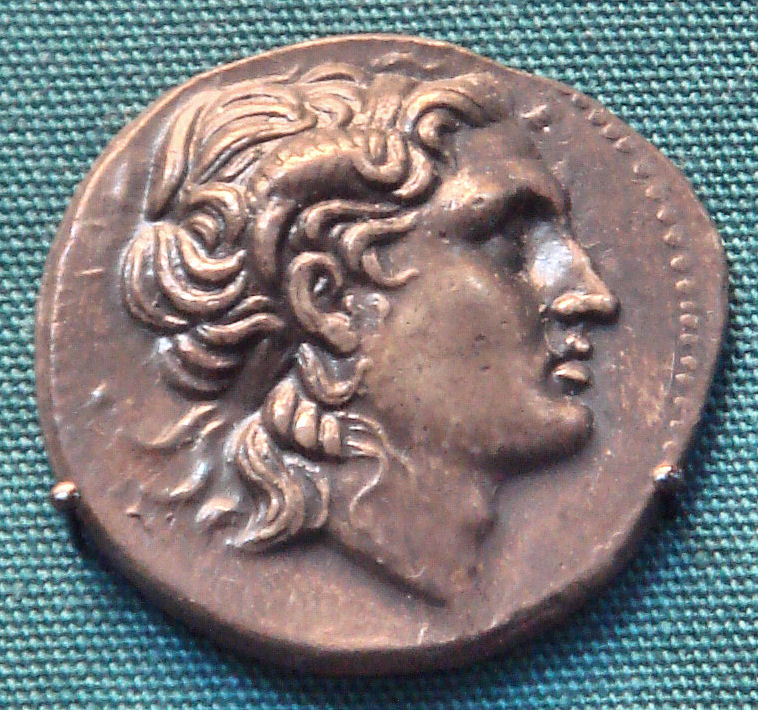
Münze des Lysimachos mit der Darstellung eines gehörnten Alexander, London, British Museum

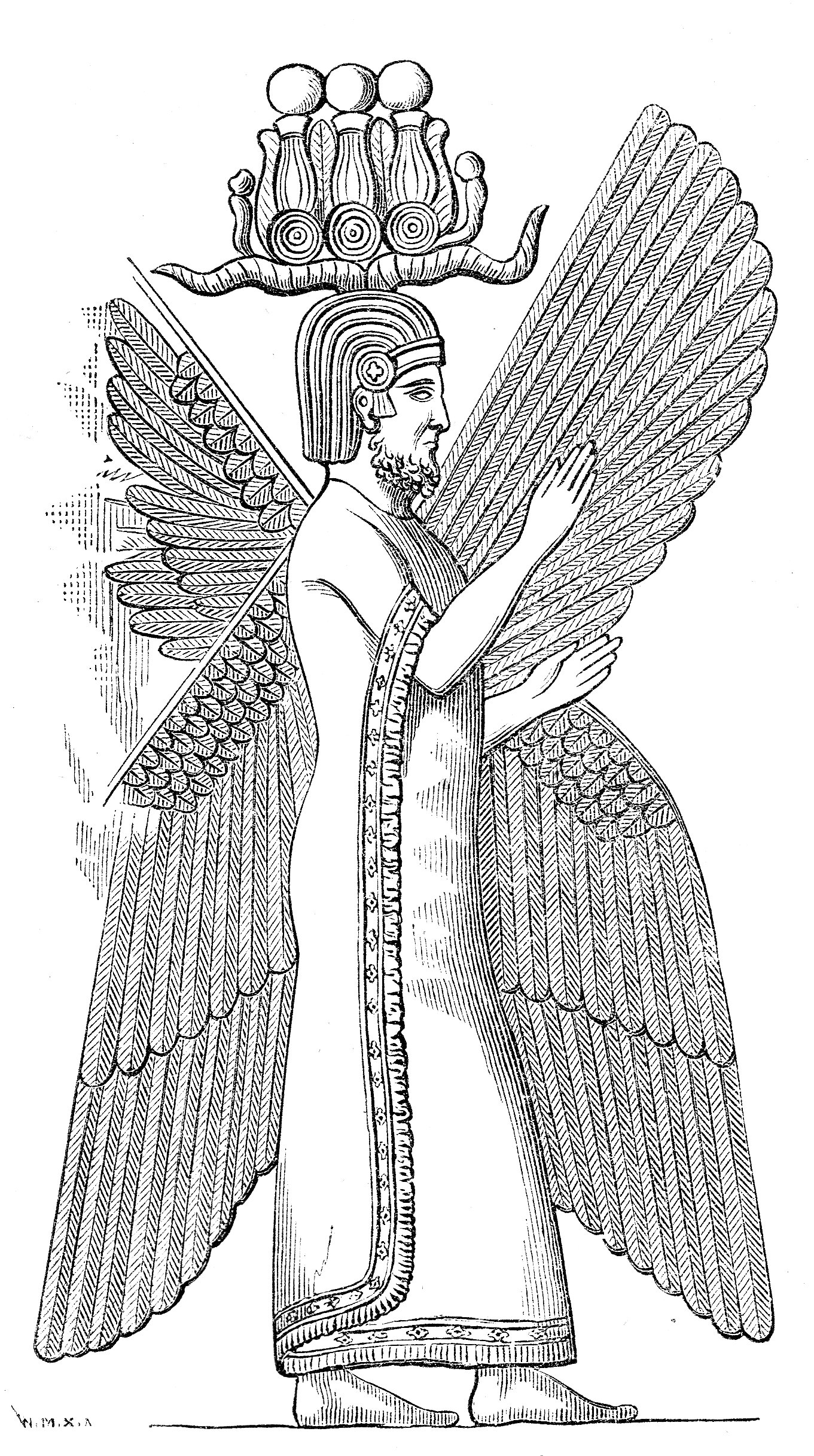
Darstellung des Herrschers Kyros II., Zeichnung nach dem Original-Relief in Pasargadae

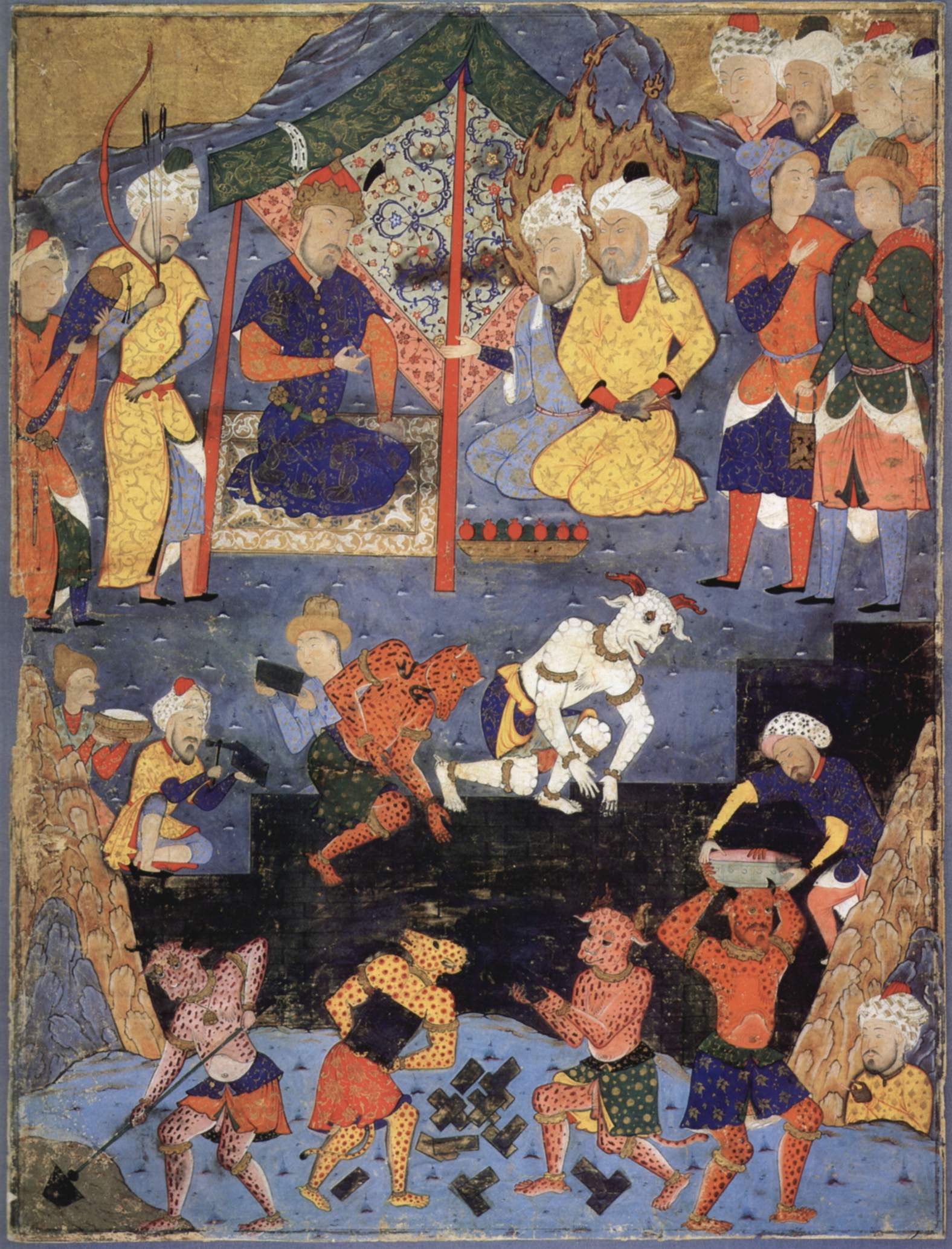
Dhū l-Qarnain beim Bau der Mauer (Persische Miniaturmalerei 16. Jh.)

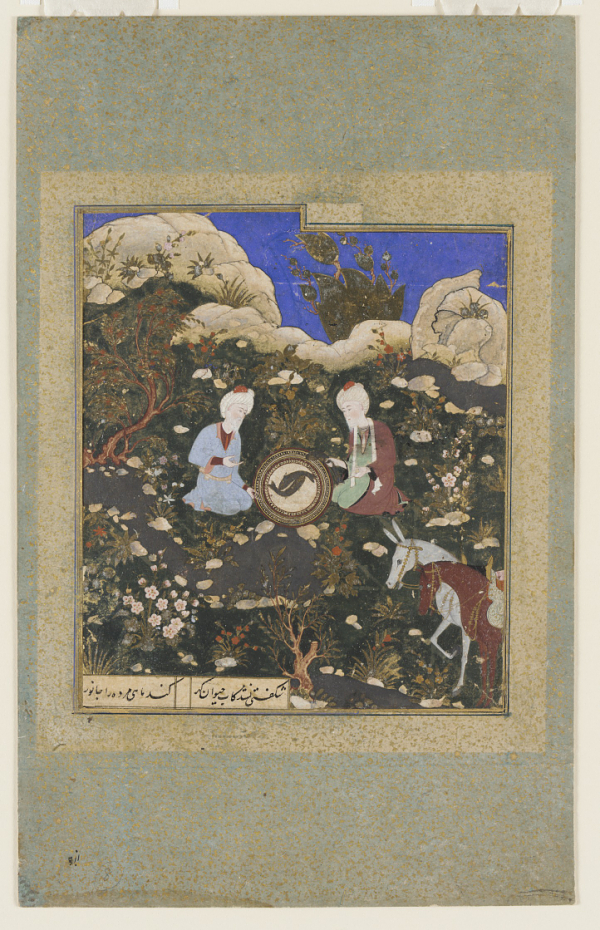
al-Chidr (rechts) neben Dhū l-Qarnain (links)

Dhū l-Qarnayn (arabisch ذو القرنين, DMG Ḏū l-qarnain ‚Der mit den zwei Hörnern‘) ist eine in Sure 18 des Qurʾān erwähnte Gestalt, deren Erzählung vornehmlich den Bau einer schützenden Barriere gegen die apokalyptischen Völker Gog und Magog thematisiert. „Der Zweihörnige“ wird in der Forschung überwiegend mit Alexander dem Großen gleichgesetzt, gelegentlich jedoch auch mit Kyros II. und vereinzelt mit Kaiser Herakleios von Byzanz.
In Sure 18 (al-Kahf, Verse 83–101) des Qurʾān unternimmt Dhū l-Qarnayn drei symbolische Reisen:
1. Zunächst erreicht er den westlichen Rand der bewohnten Welt, wo er – aus seiner Perspektive (arabisch عَيْنٍ ʿaynin, „Auge“)[3] – die Sonne in einer dunklen Schlammpfütze (ʿaynin ḥami-atin)[4] versinken sieht.
2. Sodann gelangt er zum östlichen Horizont, um das Aufgehen der Sonne über einem von ihr ungeschützten Volk zu beobachten.
3. Schließlich begegnen ihm zwischen zwei Absperrungen (السَّدَّيْنِ l-sadayni) Menschen, die nur wenige Worte verstehen und ihn um Schutz vor Ya'dschudsch und Ma'dschudsch / يأجوج ومأجوج Yaʾǧūǧ wa-Maʾǧūǧ / (Gog und Magog) bitten. Anschließend verfüllt er (رَدْمًا, radman) die beiden Absperrungen mit Eisenerz und übergießt sie mit qiṭʿrān (قِطْرًا) – klassischerweise als „geschmolzenes Kupfer“ gedeutet –, wodurch die apokalyptischen Völker endgültig eingeschlossen werden.

Über seine Funktion als frommer Muslim und Verkünder göttlicher Gerechtigkeit sowie Barmherzigkeit herrscht Konsens, sein Rang als Prophet jedoch bleibt in der islamischen Exegese umstritten.

## Textauszug aus dem Koran in Übersetzung
| Vers Nummer | Arabisch (Uthmani)                                                                                                 | Deutsch (Rudi Paret) |
| ----------- | --- | --- |
| 18:83       | وَيَسْـَٔلُونَكَ عَن ذِى ٱلْقَرْنَيْنِ ۖ قُلْ سَأَتْلُوا۟ عَلَيْكُم مِّنْهُ ذِكْرًا                                                                   | Und man fragt dich nach dem mit den zwei Hörnern (Zuu l-Qarnain). Sag: Ich werde euch eine Geschichte (zikran) von ihm verlesen. |
| 18:84       | إِنَّا مَكَّنَّا لَهُۥ فِى ٱلْأَرْضِ وَءَاتَيْنَٰهُ مِن كُلِّ شَىْءٍ سَبَبًا                                                                       | Wir hatten ihm auf der Erde Macht gegeben und ihm zu allem einen Weg eröffnet (wa-aatainaahu min kulli schai§in sababan). |
| 18:85       | فَأَتْبَعَ سَبَبًا | Da schlug er einen Weg ein (fa-atba`a sababan). |
| 18:86       | حَتَّىٰٓ إِذَا بَلَغَ مَغْرِبَ ٱلشَّمْسِ وَجَدَهَا تَغْرُبُ فِى عَيْنٍ حَمِئَةٍ وَوَجَدَ عِندَهَا قَوْمًا ۗ قُلْنَا يَٰذَا ٱلْقَرْنَيْنِ إِمَّآ أَن تُعَذِّبَ وَإِمَّآ أَن تَتَّخِذَ فِيهِمْ حُسْنًا | „Als er schließlich an den Ort gelangte, an dem die Sonne untergeht, fand er, daß sie in einer verschlammten Quelle untergeht. Und er fand bei ihr ein Volk vor. Wir sagten: »Du mit den zwei Hörnern! Entweder nimmst du eine Bestrafung vor, oder du läßt unter ihnen Güte walten« (tattakhiza fiehim husnan).“ |
| 18:87       | قَالَ أَمَّا مَن ظَلَمَ فَسَوْفَ نُعَذِّبُهُۥ ثُمَّ يُرَدُّ إِلَىٰ رَبِّهِۦ فَيُعَذِّبُهُۥ عَذَابًا نُّكْرًا                                                      | Er sagte: Wenn einer frevelt, werden wir ihn bestrafen. Danach wird er vor seinen Herrn gebracht werden, und der wird ihn (seinerseits) gräßlich (`azaaban nukran) bestrafen. |
| 18:88       | وَأَمَّا مَنْ ءَامَنَ وَعَمِلَ صَٰلِحًا فَلَهُۥ جَزَآءً ٱلْحُسْنَىٰ ۖ وَسَنَقُولُ لَهُۥ مِنْ أَمْرِنَا يُسْرًا                                                  | „Wenn aber einer glaubt und tut, was recht ist, hat er (dereinst) als Lohn das (Aller) beste (al-husnaa) zu erwarten. Und wir werden ihm von uns aus freundlich zusprechen (? wa-sa-naquulu lahuu min amrinaa yusran).“                                                                                           |
| 18:89       | ثُمَّ أَتْبَعَ سَبَبًا | Hierauf schlug er einen (anderen) Weg ein (thumma atba`a sababan). |
| 18:90       | حَتَّىٰٓ إِذَا بَلَغَ مَطْلِعَ ٱلشَّمْسِ وَجَدَهَا تَطْلُعُ عَلَىٰ قَوْمٍ لَّمْ نَجْعَل لَّهُم مِّن دُونِهَا سِتْرًا                                                | Als er schließlich an den Ort gelangte, an dem die Sonne aufgeht, fand er, daß sie über Leuten aufgeht, denen wir keinen Schutz (sitr) vor ihr geschaffen haben. |
| 18:91       | كَذَٰلِكَ وَقَدْ أَحَطْنَا بِمَا لَدَيْهِ خُبْرًا                                                                                       | So (war das). Und wir wissen (wohl) darüber Bescheid, wie es bei ihm war. |
| 18:92       | ثُمَّ أَتْبَعَ سَبَبًا | Hierauf schlug er (wieder) einen (anderen) Weg ein (thumma atba`a sababan). |
| 18:93       | حَتَّىٰٓ إِذَا بَلَغَ بَيْنَ ٱلسَّدَّيْنِ وَجَدَ مِن دُونِهِمَا قَوْمًا لَّا يَكَادُونَ يَفْقَهُونَ قَوْلًا                                                    | Als er schließlich an die Stelle zwischen den beiden Wällen gelangte, fand er (diesseits) vor ihnen Leute, die, wenn man etwas zu ihnen sagte, es kaum verstanden (laa yakaaduuna yafqahuuna qaulan). |
| 18:94       | قَالُوا۟ يَٰذَا ٱلْقَرْنَيْنِ إِنَّ يَأْجُوجَ وَمَأْجُوجَ مُفْسِدُونَ فِى ٱلْأَرْضِ فَهَلْ نَجْعَلُ لَكَ خَرْجًا عَلَىٰٓ أَن تَجْعَلَ بَيْنَنَا وَبَيْنَهُمْ سَدًّا                    | „Sie sagten: »Du mit den zwei Hörnern! Gog (Ya§dschuudsch) und Magog (Ma§dschuudsch) richten auf der Erde Unheil an. Sollen wir dir nicht eine Gebühr (khardsch) dafür aussetzen, daß du zwischen uns und ihnen einen Wall machst?«“                                                                              |
| 18:95       | قَالَ مَا مَكَّنِّى فِيهِ رَبِّى خَيْرٌ فَأَعِينُونِى بِقُوَّةٍ أَجْعَلْ بَيْنَكُمْ وَبَيْنَهُمْ رَدْمًا                                                       | „Er sagte: »Die Macht, die mein Herr mir gegeben hat, ist mehr wert (als was ihr mir bieten könnt). Helft mir nun tüchtig, damit ich zwischen euch und ihnen einen Schutzwall (radm) mache!«“ |
| 18:96       | ءَاتُونِى زُبَرَ ٱلْحَدِيدِ ۖ حَتَّىٰٓ إِذَا سَاوَىٰ بَيْنَ ٱلصَّدَفَيْنِ قَالَ ٱنفُخُوا۟ ۖ حَتَّىٰٓ إِذَا جَعَلَهُۥ نَارًا قَالَ ءَاتُونِىٓ أُفْرِغْ عَلَيْهِ قِطْرًا               | „»Bringt mir die Eisenstücke!« Als er schließlich (den Wall) zwischen den beiden Berghängen gleichmäßig hoch gemacht hatte, sagte er: »Blast (das Feuer an)!« Als er es schließlich zum Glühen gebracht hatte, sagte er: »Bringt mir (flüssiges) Metall (qitr), damit ich es darübergieße!«“                      |
| 18:97       | فَمَا ٱسْطَٰعُوٓا۟ أَن يَظْهَرُوهُ وَمَا ٱسْتَطَٰعُوا۟ لَهُۥ نَقْبًا                                                                          | Nun konnten sie nicht über ihn (herüber) kommen und ihn (auch) nicht durchbrechen. |
| 18:98       | قَالَ هَٰذَا رَحْمَةٌ مِّن رَّبِّى ۖ فَإِذَا جَآءَ وَعْدُ رَبِّى جَعَلَهُۥ دَكَّآءَ ۖ وَكَانَ وَعْدُ رَبِّى حَقًّا                                                 | „Er sagte: ""»Das ist (ein Erweis der) Barmherzigkeit von meinem Herrn. Wenn aber (dereinst) das Versprechen meines Herrn in Erfüllung geht, läßt er ihn zu Staub zerfallen (dscha`alahuu dakkaa§a). Und das Versprechen meines Herrn ist wahr.«“                                                                 |
| 18:99       | وَتَرَكْنَا بَعْضَهُمْ يَوْمَئِذٍ يَمُوجُ فِى بَعْضٍ ۖ وَنُفِخَ فِى ٱلصُّورِ فَجَمَعْنَٰهُمْ جَمْعًا                                                         | Wir lassen sie an jenem Tag (des Gerichts hilflos und verstört) durcheinanderwogen. Und es wird in die Trompete geblasen. Dann versammeln wir sie alle. |
| 18:100      | وَعَرَضْنَا جَهَنَّمَ يَوْمَئِذٍ لِّلْكَٰفِرِينَ عَرْضًا                                                                                     | Und wir führen den Ungläubigen an jenem Tag die Hölle (als ihre künftige Wohnstätte) in aller Deutlichkeit vor (`aradnaa. . . `ardan), |
| 18:101      | ٱلَّذِينَ كَانَتْ أَعْيُنُهُمْ فِى غِطَآءٍ عَن ذِكْرِى وَكَانُوا۟ لَا يَسْتَطِيعُونَ سَمْعًا                                                          | (ihnen) deren Augen (zu ihren Lebzeiten gleichsam) unter einer Decke lagen, so daß sie meiner nicht gedachten, und die nicht zu hören vermochten. |